# أورلاندو ريبيرو
أورلاندو ريبيرو (بالبرتغالية: Orlando Ribeiro‏) هو مؤرخ وجغرافي برتغالي، ولد في 16 فبراير 1911 في لشبونة في البرتغال، وتوفي بنفس المكان في 17 نوفمبر 1997.